# 33Y busz (Debrecen)

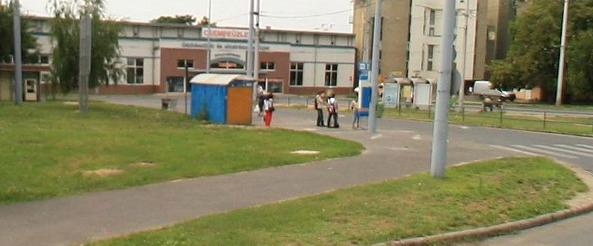
Segner tér

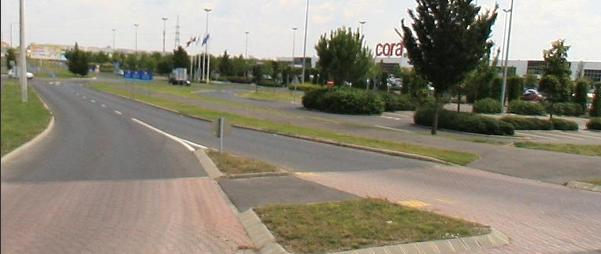
Cora Áruház

A debreceni 33Y busz a Segner tér - Auchan Áruház - Kismacs - Nagymacs útvonalon közlekedett. A járat annyiban tér el a 33-as buszoktól, hogy betért az Auchan áruház parkolójába.

## Történet
2010-ben a 20-as és a 33-as részleges összevonásaként jött létre. Ekkor az útvonala annyiban tért el az alapjáratétól, hogy betért Kismacsra. 2011. márciusától pedig már a Corahoz - a mai Auchanhoz - is betért a 33-assal és a 23-assal, valamint a 23Y-ossal együtt. 2011. május 16-tól már csak a 33Y tért be az áruházhoz. 2015. március 14-én a járat megszűnt, mivel az Auchan nem finanszírozzta tovább a járat üzemeltetését.
2021 szeptemberében a DKV bejelentette, hogy a nagymacsi lakosok kérésére újraindítja a járatot, így 2021. október 4-étől óta ismét közlekedik, majd 2022. május 1-jétől ismét megszüntették.

## Járművek
A viszonylaton Alfa Cívis 12 típusú szóló és Alfa Cívis 18 típusú csuklós buszok közlekedtek.

## Útvonala
| Segner tér– Nagymacs: | Nagymacs– Segner tér: |
| --- | --- |
| - Segner tér - Hatvan utca - Bethlen utca - Egyetem sugárút - Füredi út - Balmazújvárosi út - Auchan Áruház - 33-as út - Nagymacsi (3316-os és 3322-es) út - Nagymacs | - Nagymacs - Nagymacsi (3316-os és 3322-es) út - 33-as út - Auchan Áruház - Balmazújvárosi út - Füredi út - Egyetem sugárút - Bethlen utca - Hatvan utca - Segner tér |

## Megállóhelyek

### Segner tér - Auchan Áruház - Kismacs - Nagymacs
| idő | megállóhely neve           | átszállási kapcsolatok |
| --- | -------------------------- | --- |
| 0   | Segner tér                 | 10, 10A, 10Y, 11, 13, 14, 17, 17A, 24, 24Y, 25, 25Y, 33, 33E, 34, 35, 35E, 35Y, 36, 36E, 42, 42A, 45, 46, 46E, 46EY, 46H, 46Y, 49, 49D, 49Y, 125, 125Y, 146 3, 3A, 4, 5, 5A |
| 1   | Hatvan utca                | 10, 10A, 10Y, 13, 14, 22, 22Y, 24, 24Y, 33 |
| 3   | Kölcsey Központ            | 10, 10A, 10Y, 13, 14, 22, 22Y, 24, 24Y, 33 |
| 6   | Honvéd utca                | 10, 10A, 10Y, 13, 33 |
| 9   | Malompark                  | 21, 33 |
| 11  | Jerikó utca                | 21, 33 |
| 13  | Füredi kapu                | 21, 33, 33E, 34, 35, 35Y, 36 |
| 14  | Honvéd Szakközépiskola     | 21, 33 |
| 16  | Vízmű                      | 21, 33 |
| 18  | Auchan Áruház              | A1 |
| 20  | Bevásárlóközpontok         | 21, 33, 33E, 42 |
| 22  | Autópiac                   | 33 |
| 24  | Kismacs, lakótelep         | 33, 33E |
| 25  | Kismacs                    | 33 |
| 26  | Napraforgó utca            | 33, 33E |
| 27  | Orgona utca                | 33, 33E |
| 28  | Kismacs                    | 33 |
| 29  | Béke Major                 | 33 |
| 30  | Péterfia dűlő              | 33 |
| 32  | Látóképi Csárda            | 33 |
| 34  | Nagymacs, Vasútállomás     | 33 |
| 36  | Nagymacs, Kastélykert utca | 33, 33E |
| 38  | Nagymacs                   | 33, 33E |

### Nagymacs - Kismacs - Auchan Áruház - Segner tér
| idő | megállóhely neve           | átszállási kapcsolatok |
| --- | -------------------------- | --- |
| 0   | Nagymacs                   | 33, 33E |
| 1   | Nagymacs, Kastélykert utca | 33, 33E |
| 3   | Nagymacs, Vasútállomás     | 33 |
| 6   | Látóképi Csárda            | 33 |
| 8   | Péterfia dűlő              | 33 |
| 9   | Béke Major                 | 33 |
| 10  | Kismacs                    | 33 |
| 11  | Napraforgó utca            | 33, 33E |
| 12  | Orgona utca                | 33, 33E |
| 13  | Kismacs lakótelep          | 33 |
| 15  | Autópiac                   | 33 |
| 17  | Bevásárlóközpontok         | 21, 33, 33E, 42 |
| 19  | Auchan Áruház              | A1 |
| 21  | Vízmű                      | 21, 33 |
| 23  | Honvéd Szakközépiskola     | 21, 33 |
| 26  | Domokos Lajos utca         | 21, 33, 34, 35, 35Y, 36 |
| 28  | Malompark                  | 21, 23Y, 33 |
| 30  | Egyetem sugárút            | 10, 10A, 10Y, 13, 33 |
| 32  | Honvéd utca                | 10, 10A, 10Y, 13, 33 |
| 35  | Jókai utca                 | 10, 10A, 10Y, 13, 14, 22, 22Y, 24, 24Y, 33 |
| 36  | Pásti utca                 | 10, 10A, 10Y, 13, 14, 22, 22Y, 24, 24Y, 33 |
| 38  | Segner tér                 | 10, 10A, 10Y, 11, 13, 14, 17, 17A, 24, 24Y, 25, 25Y, 33, 33E, 34, 35, 35E, 35Y, 36, 36E, 42, 42A, 45, 46, 46E, 46EY, 46H, 46Y, 49, 49D, 49Y, 125, 125Y, 146 3, 3A, 4, 5, 5A |

## Járatsűrűség
Pontos indulási idők itt.